# Ilz
Az Ilz folyó Németországban, a Duna bal oldali mellékfolyója.

## Folyása
A Bajor-erdő Nemzeti Parkban ered, 65 kilométer hosszú.